# Семеро сыновей моих
«Семеро сыновей моих» (азерб. Yeddi oğul istərəm) — советский художественный фильм, снятый режиссёром Тофиком Тагизаде в 1970 году на киностудии «Азербайджанфильм» по мотивам «Комсомольской поэмы» Самеда Вургуна. В фильме повествуется о борьбе первых комсомольцев за установление советской власти в Азербайджане в 1920 году с людьми Герай-бека, о трагической истории любви комсомольца Джалала и дочери Герай-бека Хумай.

## Сюжет
Азербайджан. 1920 год. Семерых комсомольцев во главе с Бахтияром (играет Гасан Мамедов) ревком направляет в отдалённое село Пейканлы, которое принадлежит беку-землевладельцу Герай-беку (Гасан Турабов), отказывающемуся подчиняться новой Советской власти и оказывающим ей сопротивление. На фоне борьбы между комсомольцами и людьми бека повествуется история трагической любви поэта-комсомольца Джалала (Энвер Гасанов) к Хумай (Земфира Исмаилова) — дочери Герай-бека. Хумай отвечает Джалалу взаимностью. Однако она не в силах противостоять воле отца. Джалал предстаёт перед Гераем лицом к лицу и не скрывая от него, что они продолжают оставаться врагами, признаётся, что любит Хумай. Но Герай-бек собственноручно убивает Джалала. Потрясённая вестью о смерти возлюбленного, Хумай умирает. В итоге борьбы гибнут и остальные пятеро комсомольцев, а седьмой, Бахтияр, уезжает на новое задание вместе с шестью молодыми жителями Пейканлы, которые решили продолжить дело погибших комсомольцев.

## В ролях
| Актёр             | Роль      | Роли на русский язык дублировали |
| ----------------- | --------- | -------------------------------- |
| Гасан Мамедов     | Бахтияр   | Владимир Гусев                   |
| Энвер Гасанов     | Джалал    | Валерий Рыжаков                  |
| Эльчин Мамедов    | Мирпаша   | Юрий Саранцев                    |
| Абдул Махмудов    | Касум     | Александр Белявский              |
| Шахмар Алекперов  | Газанфар  | Владимир Ферапонтов              |
| Рафик Азимов      | Шахсувар  | А. Сафронов                      |
| Алескер Ибрагимов | Залымоглу | Рудольф Панков                   |
| Гасан Турабов     | Герай-бек | Михаил Глузский                  |
| Гамлет Ханызаде   | Гизир     | Валерий Прохоров                 |
| Исмаил Османлы    | Калантар  | А. Тарасов                       |
| Земфира Исмаилова | Хумай     | Г. Булкина                       |
| Фархад Исрафилов  | Гагани    | Андрей Войновский                |
| Адалят Насибов    | Ашыг      |                                  |
| Омир Нагиев       | эпизод    |                                  |

## Ссылка
- Сцена из фильма «Семеро сыновей моих»